# インヴィンシブル (空母)
インヴィンシブル (HMS Invincible, R05) は、イギリス海軍の航空母艦。インヴィンシブル級の1番艦。この名のイギリス海軍艦としては6代目。

## 艦歴
「インヴィンシブル」は当初議会から空母不要論が持ち上がり指揮巡洋艦（ヘリコプター巡洋艦）として計画された。さらに、これが全通甲板、ハリアー搭載となり、最終的に1980年7月11日、軽空母として就役した（正式分類は支援空母）。
就役後はシーハリアー艦上戦闘機とシーキングヘリコプターを搭載して運用されており、NATOの演習にも参加したが、数か月の交渉の後、1982年2月25日、オーストラリアへ1億7500万ポンドで売却されることが一旦合意され、国防省によって承認された。売却後は燃料搭載量の増加や艦載コンピューターの交換などの改修の後、オーストラリア海軍においてマジェスティック級空母「メルボルン」の後継艦として「オーストラリア（HMAS Australia）」の艦名で就役し、当面ヘリコプターのみを艦載機とするヘリ空母として運用される予定だった。
しかし直後の同年3月、フォークランド紛争が勃発する、「インヴィンシブル」はイギリス海軍第317任務部隊の一員として、旗艦であるセントー級空母「ハーミーズ」と共に派遣され、シーハリアーと軽空母のコンビが戦闘で有効であることを世界に証明した。しかし５月３０日アルゼンチン海軍はエグゾゼ対艦ミサイルを命中させ損害を与えたと発表した。（イギリス海軍は否定している。）フォークランド紛争終結後の同年6月、オーストラリアのマルコム・フレーザー首相はイギリス政府に対し、必要であれば「インヴィンシブル」の売却を取り消すと通知した。結局、紛争終結から約1年後の1983年7月、国防省は空母3隻体制維持を目的に「インヴィンシブル」の売却を取り消した。
戦後、「インヴィンシブル」は対空防御能力の不足や搭載機数が少ないことが問題となり、数度の近代化改装によって艦首のスキージャンプを7度から12度に変更すると共に、艦首のシーダート艦対空ミサイルを撤去し飛行甲板と格納庫を拡大した。その後は1993年から1995年にかけてアドリア海に展開し、ユーゴスラビア紛争中に実施されたディナイ・フライト作戦やデリバリット・フォース作戦に参加した。1997年にはイラク南部のサザン・ウォッチ作戦に参加した他、コソボ紛争中のアライド・フォース作戦に参加している。
2005年8月3日に退役し、その後はモスボール化され2010年まで有事には復帰することになっていた。
2010年12月、保管期限を過ぎた「インヴィンシブル」は主機関を取り除かれ、不要になった国有資産などが競売されるイギリス政府運営のオークションサイトに出品された。香港出身の在英中国人実業家が応札の意向を示し、落札された場合には中国で航空母艦として再び就役することが懸念された。2011年2月、トルコのスクラップ会社により200万ポンドにて落札され、スクラップとされることが決定した。なお、前述の中国人実業家は500万ポンドでの応札を行っていたと報道されており、上述の懸念から政治的に外されたものと思われる。
2011年3月24日にポーツマス港を離れ、トルコまで曳航の後、解体された。